# جامپ ریور (حوزه سرشماری)، ویسکانسین
جامپ ریور (به انگلیسی: Jump River) یک منطقهٔ مسکونی در ایالات متحده آمریکا است که در شهرستان تیلور، ویسکانسین واقع شده‌است. جامپ ریور ۵۲ نفر جمعیت دارد و ۳۸۷ متر بالاتر از سطح دریا واقع شده‌است.